# Even Though You're Gone
Even Though You're Gone è un brano scritto da Kenneth Gamble e Leon Huff ed interpretato per la prima volta dal gruppo musicale statunitense The Jacksons nel 1977 nell'album Goin' Places. La canzone fu estratta come secondo singolo nel 1977 e ripubblicata il 13 gennaio 1978 in versione promozionale, in entrambe le versioni solamente nel Regno Unito e non in USA, dove fu rimpiazzata da Find Me A Girl.

## Tracce
1. Even Though You're Gone (Single Edit) – 3:21 (Kenneth Gamble, Leon Huff)
2. Different Kind of Lady (Edit) – 3:36 (The Jacksons)